# كأس تونس 2013–14
كأس تونس لكرة القدم 2013-2014 هو الموسم رقم 57 منذ الاستقلال وال82 منذ إنشائه من كأس تونس لكرة القدم.

فاز بهذا الموسم النجم الرياضي الساحلي، وجاء ثانيا النادي الرياضي الصفاقسي.

## روابط خارجية
- الموقع الرسمي للجامعة التونسية لكرة القدم.